# Adam Obert
Adam Obert (ur. 23 sierpnia 2002 w Bratysławie) – słowacki piłkarz grający na pozycji obrońcy w słowackim klubie Cagliari Calcio oraz reprezentacji Słowacji. Uczestnik Mistrzostw Europy 2024.